# جويسئة زائفة
الجويسئة الزائفة (باللاتينية: Galium spurium) نوع نباتي عشبي من جنس الجويسئة يتبع الفصيلة الفوية.

## الموئل والانتشار
موطن الجويسئة الزائفة بلاد الشام ومصر والمغرب العربي ومعظم مناطق أوروبا.